# Tricotomia (filosofia)
Uma tricotomia é uma divisão em três categorias. Na filosofia, é usada para dividir aspectos do homem como três naturezas distintas que se integram.
Importantes tricotomias discutidas por Aquino incluem os princípios causais (agente, paciente, ato), as potências para o intelecto (imaginação, poder cogitativo, memória e reminiscência), e os atos do intelecto (conceito, julgamento, raciocínio) e os transcendentes do ser (unidade, verdade, bondade) e os requisitos do belo (completividade, harmonia, radiância).
Kant expôs uma tabela de julgamentos envolvendo quatro alternativas de três vias, em relação a (1) Quantidade, (2) Qualidade, (3) Relação, (4) Modalidade e, com base nisso, uma tabela de quatro categorias, nomeada pelos termos listados anteriormente e cada um com três subcategorias. Kant também adaptou os atos tomistas do intelecto em sua tricotomia de cognição superior — (a) compreensão, (b) julgamento, (c) razão - qual ele correlacionou com sua adaptação nas capacidades da alma — (a) faculdades cognitivas, (b) sentimento de prazer ou desprazer, e (c) faculdade do desejo  — da tricotomia de Tetens de sentimento, compreensão e vontade.
Hegel sustentou que a contradição interna de uma coisa ou ideia leva, num processo dialético, a uma nova síntese que dá mais sentido à contradição. O processo é por vezes descrito como tese, antítese, síntese. É ilustrado através de um padrão de tricotomias (ser-nada-tornar, imediato-mediato-concreto, abstrato-negativo-concreto); tais tricotomias não são apenas divisões classificatórias de três vias; elas envolvem trios de elementos funcionalmente inter-relacionados em um processo. Elas são frequentemente chamados de tríades (embora "tríade" não possua um sentido fixo na filosofia).
Charles Sanders Peirce construiu sua filosofia sobre tricotomias e relações e processos triádicos, e apresentou a "Tese da Redução " de que todo atributo é essencialmente monádico (qualidade), diádico (relação de reação ou resistência) ou triádico (relação representacional), e nunca verdadeiramente e irredutivelmente tetrádico ou maior.

## Exemplos de tricotomias filosóficas
| 3 partes do homem, de Platão                                             | Nous (mente, intelecto). Psique (alma). Soma (corpo). |
| 3 transcendentais de Platão                                              | Verdade (lógica, verum). Bondade (ética, bonum). Beleza (estética, pulchrum). |
| Alma tripartida de Platão                                                | Logistykon (lógico, racional). Thymoeides (animosa, várias qualidades de ânimo). Epithymetikon (apetitiva, volitiva, libidinosa, ambiciosa).                                                                                       |
| 3 classes da alma de Aristóteles                                         | Threptike (nutritiva, vegetativa). Aisthetike (sensitiva, animal). Noetike (racional, humana). |
| 3 principais modos de argumentação de Aristóteles                        | Ethos (caráter). Pathos (emoção). Logos (lógica). |
| 3 princípios de Plotino                                                  | O Único. O Intelecto. A Alma. |
| 3 elementos do homem de Shema                                            | לב / Kardia (coração). נפׁש (nephesh) / Psique (alma). מְאֹד / Dynamis (poder) |
| Natureza tripartida do homem de São Paulo (I Thes. 5:23)                 | Soma (corpo). Psique (alma). Pneuma (espírito). (Paulo usa conceitos alternativos em outras passagem: kardia [coração], eso kai exo anthropos [humano interior e exterior]; nous [mente]; suneidesis [consciência]; sarx [carne]). |
| 3 leis de Santo Agostinho                                                | Lei divina. Lei natural. Temporal, Positiva, ou Lei Humana. |
| 3 qualidades da alma de Santo Agostinho                                  | Intelecto. Desejo. Memória. |
| 3 universais de Santo Alberto                                            | Ante rem (Ideia na mente de Deus). In re (coisas potenciais ou reais). Post rem (mentalmente abstrato). |
| 3 princípios casuais de São Tomás de Aquino (baseado em Aristóteles)     | Agência. Paciência. Ato. |
| 3 potências do intelecto de São Tomás de Aquino (baseado em Aristóteles) | Imaginação. Poder cogitativo (ou, em animais, instinto). Memória (e, em humanos, reminiscência). |
| 3 atos do intelecto de São Tomás de Aquino (baseado em Aristóteles)      | Concepção. Julgamento. Raciocínio. |
| 3 transcendentais de São Tomás de Aquino                                 | Unidade. Verdade. Bondade. |
| 3 requisitos da beleza de São Tomás de Aquino                            | Completividade ou perfeição. Harmonia ou proporção. Radiância. |
| 3 Tábuas deFrancis Bacon                                                 | Presença. Ausência. Grau. |
| 3 Faculdades mentais de Francis Bacon                                    | Memória. Razão. Imaginação. |
| 3 Ramos do conhecimento de Francis Bacon                                 | História. Filosofia. Poesia. (Inspirado pelo Sistema figurativo do conhecimento humano de Diderot e d'Alembert.) |
| 3 Campos de Thomas Hobbes                                                | Física. Filosofia Moral. Filosofia Civil. |
| 3 métodos de tradução de John Dryden                                     | Metáfrase. Paráfrase. Imitação. |
| 3 metafísicas especiais de Christian Wolff                               | Psicologia. Cosmologia racional. Teologia Racional. |
| 3 faculdades da alma de Kant                                             | Faculdades do conhecimento. Desejo do prazer ou desprazer. Faculdade do desejo (qual Kant também considerava como vontade). |
| 3 maiores faculdades de cognição de Kant                                 | Entendimento. Julgamento. Razão. |
| 3 julgamentos da quantidade de Kant                                      | Universal. Particular. Singular |
| 3 categorias de quantidade de Kant                                       | Unidade. Pluralidade. Totalidade. |
| 3 julgamentos da qualidade de Kant                                       | Afirmativo. Negativo. Infinitivo. |
| 3 categorias da qualidade de Kant                                        | Realidade. Negação. Limitação. |
| 3 julgamentos da relação de Kant                                         | Categórico. Hipotético. Disjuntivo. |
| 3 relações da categoria de Kant                                          | Inerência e subsistência. Causalidade e dependência. Comunidade. |
| 3 julgamentos da modalidade de Kant                                      | Problemático. Assertivo. Apodíctico |
| 3 categorias da modelidade de Kant                                       | Possibilidade. Existencência. Necessidade. |
| 3 poderes da mente de Johannes Nikolaus Tetens                           | Sentimento. Entendimento. Vontade. |
| 3 momentos dialéticos de Hegel                                           | Tese. Antítese. Síntese. |
| 3 Espíritos de Hegel                                                     | Espírito Subjuntivo. Espírito Objetivo. Espírito Absoluto. |
| 3 Estágios de Søren Kierkegaard                                          | Estético. Ético. Religioso |
| 3 Categorias de Charles Sanders Peirce                                   | Qualidade do sentimento. Reação, resistência. Representação, meditação. |
| 3 Universos das experiência de C. S. Peirce                              | Ideias. Bruto, fato. Habitual. |
| 3 ordens da filosofia de C. S. Peirce                                    | Fenomenologias. Ciências normativas. Metafísicas. |
| 3 Normativos de C. S. Peirce                                             | O bom (estético). O certo (ético). O verdadeiro (lógico) |
| 3 elementos semióticos de C. S. Peirce                                   | Signo (representamento). Objeto. Interpretante. |
| 3 grades de claridade conceitual de C. S. Peirce                         | Por familiaridade. Por definições. De implicações práticas concebíveis. |
| 3 princípios ativos nos cosmos de C. S. Peirce                           | Espontaneidade, chance absoluta. Necessidade mecânica. Amor criativo. |
| 3 reinos do sentido de Gottlob Frege                                     | O externo, público, físico. O interno, privado, mental. O platônico, ideal porém objetivo. |
| Modelo de estrutura deSigmund Freud                                      | Id, ego, e superego |
| 3 Reduções de Edmund Husserl                                             | Fenomenológica. Eidético. Religioso. |
| Aspectos triplos de R. Steiner                                           | Corpo, alma e espírito. Imaginação, inspiração e intuição |
| 3 tipos da vida deKorzybski                                              | Vinculo químico (como plantas). Vínculo espacial (como mamíferos). Vínculo temporal (humanos). Cada um da escala necessita do anterior.                                                                                            |
| 3 estágios estéticos de James Joyce                                      | Prendido (por completividade). Fascinação (por harmonia). Encantamento (por radiância). |
| 3 Ordens de Jacques Lacan                                                | Real, Simbólica, e Imaginária |
| 3 Mundos de Karl Popper                                                  | Coisas físicas e processos. Experiência humana subjetiva. Cultura e conhecimento objetivo, |
| 3 elementos estéticos de Louis Zukofsky                                  | Forma. Ritmo. Estilo. |
| 3 Campos de Maurice Merleau-Ponty                                        | Físico. Vital. Humano |
| 3 Categorias de Maurice Merleau-Ponty                                    | Quantidade. Ordem. Significado. |
| Análise transacional de Eric Berne                                       | Ego Pai, Ego Adulto, Ego Criança. |
| 3 visões de mundo de Alan Watts                                          | Vida como máquina (Ocidental). Vida como organismo (Chinês). Vida como um drama (Indiano). |